# Josefa Náprstková
Josefa Náprstková (ur. 8 października 1838 w Pradze, zm. 13 września 1907 tamże) – żona czeskiego działacza, założyciela Muzeum Kultur Azji, Afryki i Ameryki w Pradze Vojtěcha Náprstka. Założycielka Amerického klubu dam.

## Życiorys
Była córką Kateřiny Wagnerovej i winiarza Adolfa Křížka pracujących w browarze i gorzelni U Halánků Anny Fingerhutovej. W 1856 roku po ukończeniu szkoły podstawowej pracę U Halánków zaczęła Josefa. Stopniowo awansowała i pomagała zarządzać browarem, a po śmierci Anny Fingerhut zajmowała się gospodarstwem domowym. W 1858 roku poznała młodszego syna pracodawczyni Vojtěcha Náprstka, gdy wrócił z Ameryki po 10 letnim wygnaniu (po 1848 roku). Zmienił on nazwisko tłumacząc niemieckie der Fingerhut na czeskie Náprstek. Pomagała mu w prowadzeniu działalności. Pod jego wpływem kształciła się, zapisała się nawet na prywatne lekcje angielskiego i zaczęła pomagać w prowadzeniu korespondencji. Wspólnie zakładali w 1862 roku Muzeum Przemysłu, a kupowane eksponaty Vojtěch gromadził U Halánků. Tam też powstał w 1865 roku Americký Klub Dam, którego celem była edukacja kobiet. Josefa była jednym z jego założycieli. Rok po śmierci Anny Fingerhutovej w pomieszczeniach U Halánků zostało otwarte dla publiczności muzeum, w którym zbiory zaprezentowano w trzech działach: technika gospodarstwa domowego, prezenty od podróżników i przedmioty sztuki użytkowej z Azji. Dwa lata po śmierci Anny Fingerhutovej, 25 lutego 1875 roku Josefa wyszła za mąż za Náprstka, biorąc ślub cywilny. Nadal pomagała mężowi, prowadząc w jego imieniu korespondencję z całym światem. Wychowała pięć sierot, opiekowała się biblioteką i zorganizowała zbiórkę na budowę pomnika Bożeny Němcovej na Wyszehradzie.
Pod koniec lat 70. XIX wieku zainicjowała zbiórkę czeskiej i słowackiej sztuki ludowej (zwłaszcza rękodzieła, kostiumów, koronek i haftów) dla Muzeum Przemysłu. Kolekcja ta należy najstarszych zbiorów działu etnograficznego Muzeum Narodowego. Po śmierci męża w 1894 roku przejęła zarządzanie muzeum i biblioteką. Przebudowała i powiększyła budynek muzeum. Rozbudowała kolekcję apelując o pomoc w gromadzeniu zbiorów do rodaków mieszkających w Stanach Zjednoczonych. Opublikowała ogłoszenia w czeskich dziennikach wychodzących w USA, zaproponowała zbieranie książek, czasopism, zdjęć, map i obiektów przyrodniczych i nowych wynalazków. Tysiące osób przekazywało eksponaty do Muzeum. W 1898 roku przygotowała listę eksponatów, które muzeum chciałoby pozyskać i we współpracy z Czeską kolonią rozpowszechniła ją wśród mieszkańców Bośni. Na liście znalazły się tradycyjne przedmioty codziennego użytku, elementy garderoby i rękodzieło damskie, biżuteria i broń. Dbała również o publikowanie podziękowań ofiarodawcom w prasie, a w 1898 roku wysyłała do darczyńców zdjęcia nowych nabytków z podziękowaniem.
Nie miała spadkobierców ponieważ również starszy brat Vojtěcha, Ferdynand nie miał dzieci. Muzeum Przemysłu zostało w 1931 roku przejęte przez rząd. Obecnie nosi nazwę Muzeum Kultur Azji, Afryki i Ameryki Náprstek. Americký Klub Dam, który zmuszono do zaprzestania działalności w 1948 roku, reaktywowano w 1996 roku.

## Upamiętnienie
- W 2014 roku ukazała się książka przygotowana przez Milenę Secké a Martinę Šámala Byl to můj osud... Zápisky Josefy Náprstkové zawierająca fragmenty dzienników Náprstkowej[5][6].